# A-510
La Autovía del Tormes o A-510 iba a ser una autovía española que uniría Salamanca y Alba de Tormes. Esta vía de nueva construcción, con una longitud aproximada de 17 km, hubiera permitido ir desde Salamanca hasta Alba de Tormes sin tener que pasar por la CL-510 (Antigua C-510). Actualmente el proyecto está descartado.

## Tramos
| Tramo                    | Estado (2019) | km |
| ------------------------ | ------------- | -- |
| Salamanca-Alba de Tormes | Descartado    | 17 |